# Melvin Sia
Melvin Sia (nacido el 14 de junio de 1979) es un actor, modelo y cantante chino de Malasia. Ganó el Premio al Mejor Actor en los Golden Awards de Malasia por su papel en Romantic Delicacies. También ganó el premio al actor más popular en la categoría Elección de los espectadores en el mismo premio.

## Carrera
Sia estudió arquitectura en la Universidad de Tecnología de Malasia antes de unirse a la edición regional de Malasia de Star Search 2003 y entró en el mundo del espectáculo después de terminar entre los 6 primeros. En 2010 ganó el Premio al Mejor Actor, su primer premio de actuación, en la inauguración de los Golden Awards.
Ha protagonizado varias películas para televisión y también hizo su debut en el cine de Singapur en Dance Dance Dragon junto a los veteranos Adrian Pang, Dennis Chew y Kym Ng. Recientemente, hizo su debut en un drama de idols a través de Love Destiny junto a Qi Wei, las estrellas de iPartment Chen He, Lou Yixiao y muchos más. El drama de 86 episodios fue dirigido por el director taiwanés Chen Hui-ling, quien también dirigió dramas de idols taiwaneses de alto índice de audiencia como Autumn's Concerto y Material Queen.

## Filmografía

### Dramas
- 2021 《酷盖爸爸》Papa & Daddy
- 2020 《 半是蜜糖半是伤》Love Is Sweet
- 2019 《你愛的台灣》Taiwan That You Love
- 2019《男神時代》The Way We Love
- 2017《親愛的王子大人》Dear Prince
- 2017 () Die Now
- 2016《獨家保鏢》V-Focus
- 2016《遺憾拼圖》Life of List
- 2015《致，第三者》To the Dearest Intruder
- 2014《我的寶貝四千金》Dear mother
- 2014《魔女搶頭婚天》Boysitter
- 2014《16個夏天》The Way We Were
- 2012《爱情自有天意》Love Destiny
- 2011《时光电台》Time FM
- 2010《渔米人家》The Seeds of Life
- 2010《声空感应II》Good Night DJ II
- 2010《浮生劫》Tribulations of Life
- 2009《碳乡》Glowing Embers
- 2009《有爱。有梦。有明天》Kasih Impian Harapan
- 2009《我爱麻糍》Friends Forever
- 2009《美食厨师男》Romantic Delicacies
- 2008《大城市小浪漫》Love in the Big City
- 2008《谈谈情，舞舞狮》Lion.Hearts
- 2008《都市恋人的追逐》Addicted to Love
- 2008《情牵南苑》Age of Glory
- 2007《爱在你左右》Love Is All Around
- 2007《阳光梦田》Impian Halaman Sekinchan
- 2006《原点》The Beginning
- 2005《迷情追踪》Misteri
- 2005《温馨新年情》
- 2005《闺家欢喜》
- 2004《梦的边缘》
- 2004《落翅天使》Memori Cinta Semalam
- 2004《灵犀草》Rumput Jiwa
- 2004《迤逦人生》
- 2003《快递情缘》
- 2003《听青春的声音》Irama Remaja

### Cine
- 2017《请爱我的女朋友》Please Love Her
- 2014 I Am Beautiful
- 2013 Ge Mei Lia
- 2012《甲洞》 Kepong Gangster
- 2012《龙众舞》Dance Dance Dragon
- 2010《媒人帮》The Superb Match Makers
- 2005《第三代》Third Generation

### Teatro
- 2011《那就爱吧！》Let's Love
- 2010《恋爱之第100天》JE T'AIME 100 Days[4][5]

## Álbum
- Reunion 178